# Fridrih
Fridrih est un prénom masculin serbe pouvant désigner :

## Prénom
- Fridrih Pops (sh) (1874-1948), avocat et administrateur yougoslave

## Référence
1. ↑  (en) « 10th Century Frisian Masculine Names », sur heraldry.sca.org (consulté le 28 décembre 2017)